# نيكولاس أوسوريو
نيكولاس أوسوريو (20 يناير 1998 بتورونتو في كندا - ) هو لاعب كرة قدم كندي في مركز الوسط.

## وصلات خارجية
- نيكولاس أوسوريو على موقع قاعدة بيانات كرة القدم.إي يو (الإنجليزية)
- نيكولاس أوسوريو على موقع Soccerway.com (الإنجليزية)